# Estadio Obdulio Varela
Estadio Obdulio Varela, anteriormente conocido como "Estadio Parque Guaraní", es un estadio multiuso situado en el Barrio Parque Guaraní en Montevideo, Uruguay. Tiene capacidad para 5.000 espectadores y fue inaugurado en 2002.
Su nombre se debe al jugador Obdulio Varela, campeón mundial en 1950. Es abierto al público y se usa para partidos amateurs y profesionales. Es usado frecuentemente para partidos de fútbol.
En este estadio oficia de local el club Villa Española.

## Historia

### Construcción
Tras mucha espera del club Villa Española por tener su escenario deportivo, el aurirrojo negoció con la Intendencia de Montevideo la concesión de un terreno en el Barrio Parque Guaraní de Montevideo, para la construcción de su cancha.
Los trabajos en el estadio del villero finalizaron con su inauguración, en 2002. Su capacidad es para 5.000 personas, pero considerando espacios sin asientos en los que el público estaría de pie, puede alcanzar las 7 mil personas. Por su parte, si se contabiliza a todos los espectadores sentados, el número desciende.

### Instalaciones
La tribuna oficial da hacia la calle El Violín de Becho, separado por la Escuela 382. La tribuna de enfrente da hacia Stefanie, mientras que el talud local se ubica contra la calle Doña Soledad. En el sitio en el que se ubicaría el talud visitante hay un pequeño espacio verde, sin edificación, sobre la calle Tupan.

## Acceso
El estadio se encuentra a una cuadra de Veracierto y a seis cuadras de Camino Maldonado, por lo que cuenta con locomoción para acceder a la cancha.